# 奧羅格蘭德 (加利福尼亞州)
奧羅格蘭德（英語：Oro Grande）是位於美國加利福尼亞州聖貝納迪諾縣的一個非建制地區。該地的面積和人口皆未知。

## 地理
奧羅格蘭德的座標為34°35′56″N 117°20′03″W / 34.59889°N 117.33417°W，而該地的平均海拔高度為916米（即3000英尺）。